# Hayfield (Iowa)
Hayfield es un lugar designado por el censo ubicado en el condado de Hancock en el estado estadounidense de Iowa. En el Censo de 2010 tenía una población de 43 habitantes y una densidad poblacional de 20,17 personas por km².

## Geografía
Hayfield se encuentra ubicado en las coordenadas 43°10′41″N 93°41′33″O / 43.17806, -93.69250. Según la Oficina del Censo de los Estados Unidos, Hayfield tiene una superficie total de 2.13 km², de la cual 2.13 km² corresponden a tierra firme y (0%) 0 km² es agua.

## Demografía
Según el censo de 2010, había 43 personas residiendo en Hayfield. La densidad de población era de 20,17 hab./km². De los 43 habitantes, Hayfield estaba compuesto por el 100% blancos, el 0% eran afroamericanos, el 0% eran amerindios, el 0% eran asiáticos, el 0% eran isleños del Pacífico, el 0% eran de otras razas y el 0% pertenecían a dos o más razas. Del total de la población el 0% eran hispanos o latinos de cualquier raza.